# Groejevo
Groejevo (Bulgaars: Груево, Turks: Hayranlar) is een dorp in het zuiden van Bulgarije. Het dorp is gelegen in de gemeente Momtsjilgrad in de oblast  Kardzjali. Het dorp ligt hemelsbreed ongeveer 9 km ten zuidoosten van Kardzjali en 212 km ten zuidoosten van Sofia. 

## Geschiedenis
Het dorp Groejevo heette tot 1934 Chajranlar (Bulgaars: Хайранлар), wat vertaald kan worden als "fans" (uit het Turkse woord "Hayranlar").
Op 21 maart 1968 scheidde het dorp Svoboda zich van Groejevo af. Op 8 juni 1979 verkreeg het dorp Svoboda officieel de status van "onafhankelijke nederzetting", waardoor Groejevo ongeveer 300 inwoners verloor.

## Bevolking
Op 31 december 2020 telde het dorp volgens de officiële cijfers van het Nationaal Statistisch Instituut van Bulgarije 735 inwoners. Het aantal inwoners vertoont al jaren een dalende trend: in 1965 woonden er nog 1.337 mensen in het dorp.
|  |

De bevolking van het dorp bestond in 2011 vooral uit etnische Turken, maar er was ook een subtantiële Roma-minderheid. Van de 432 ondervraagden identificeerden 353 personen zichzelf als etnische Turken (82%) en 71 als Roma (16%). De meeste inwoners zijn soennitische moslims.
| Etnische samenstelling van de respondenten (2011) | Etnische samenstelling van de respondenten (2011) | Etnische samenstelling van de respondenten (2011) | Etnische samenstelling van de respondenten (2011) | Etnische samenstelling van de respondenten (2011) |
| ------------------------------------------------- | ------------------------------------------------- | ------------------------------------------------- | ------------------------------------------------- | ------------------------------------------------- |
|                                                   |                                                   |                                                   |                                                   |                                                   |
| Bulgaren                                          | Bulgaren                                          |                                                   | 1,2%                                              | 1,2%                                              |
| Turken                                            | Turken                                            |                                                   | 81,7%                                             | 81,7%                                             |
| Roma                                              | Roma                                              |                                                   | 16,4%                                             | 16,4%                                             |
| Anders/Onbekend                                   | Anders/Onbekend                                   |                                                   | 0,7%                                              | 0,7%                                              |